# تاماس بوداي
تاماس بوداي (بالمجرية: Buday Tamás)‏ هو راكب الكنو مجري، ولد في 5 يوليو 1952 في بودابست في المجر.

## وصلات خارجية
- تاماس بوداي على موقع أوليمبيديا (الإنجليزية)
- تاماس بوداي على موقع اللجنة الأولمبية المجرية (الهنغارية)